# Alcis melangraphes
Alcis melangraphes là một loài bướm đêm trong họ Geometridae.